# 航空应急频率
航空应急频率（英語：aircraft emergency frequency，也称GUARD）是航空波段上保留的一个用于遇险飞机通信的频率。民用的该频率为121.5 MHz，也称国际航空遇险信号（International Air Distress，IAD）或甚高频守听（VHF Guard）；而243.0 MHz则供军事用途，也称军用航空遇险信号（Military Air Distress，MAD）或特高频守听（UHF Guard）。早期的应急定位发射机（ELT）使用守听频率发信，但更现代的应急定位发射机已改用406 MHz频率。

## 历史
国际民用航空组织（ICAO）协调ARINC和国际电信联盟（ITU）选择了121.5 MHz频率。

## 监控

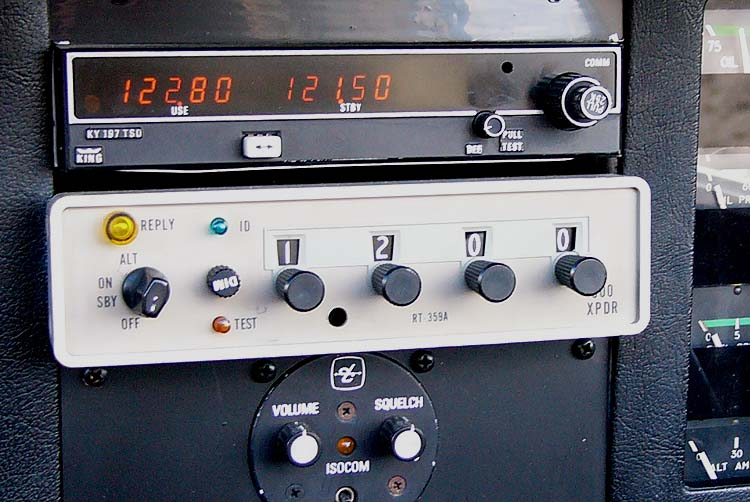
设定在121.5频率的賽斯納无线电

民用语音应答机频率121.5 MHz受到大多数空中事务单位监控，包括空管塔台、FSS服务、国家空管中心、军事防空、其他飞行和紧急服务，以及许多商用飞机等等。
在英国，121.5 MHz由位于伦敦终端管制中心和山威克海上管制的英國皇家空軍遇险与转移小组（也称D&D）通过全国范围的天线网监控。如果飞机“消失”或“暂时无法确定方位”，取决于飞机的高度和位置，中心的工作人员可能使用三角測量法确定对飞行员有益的确切位置。

## 使用

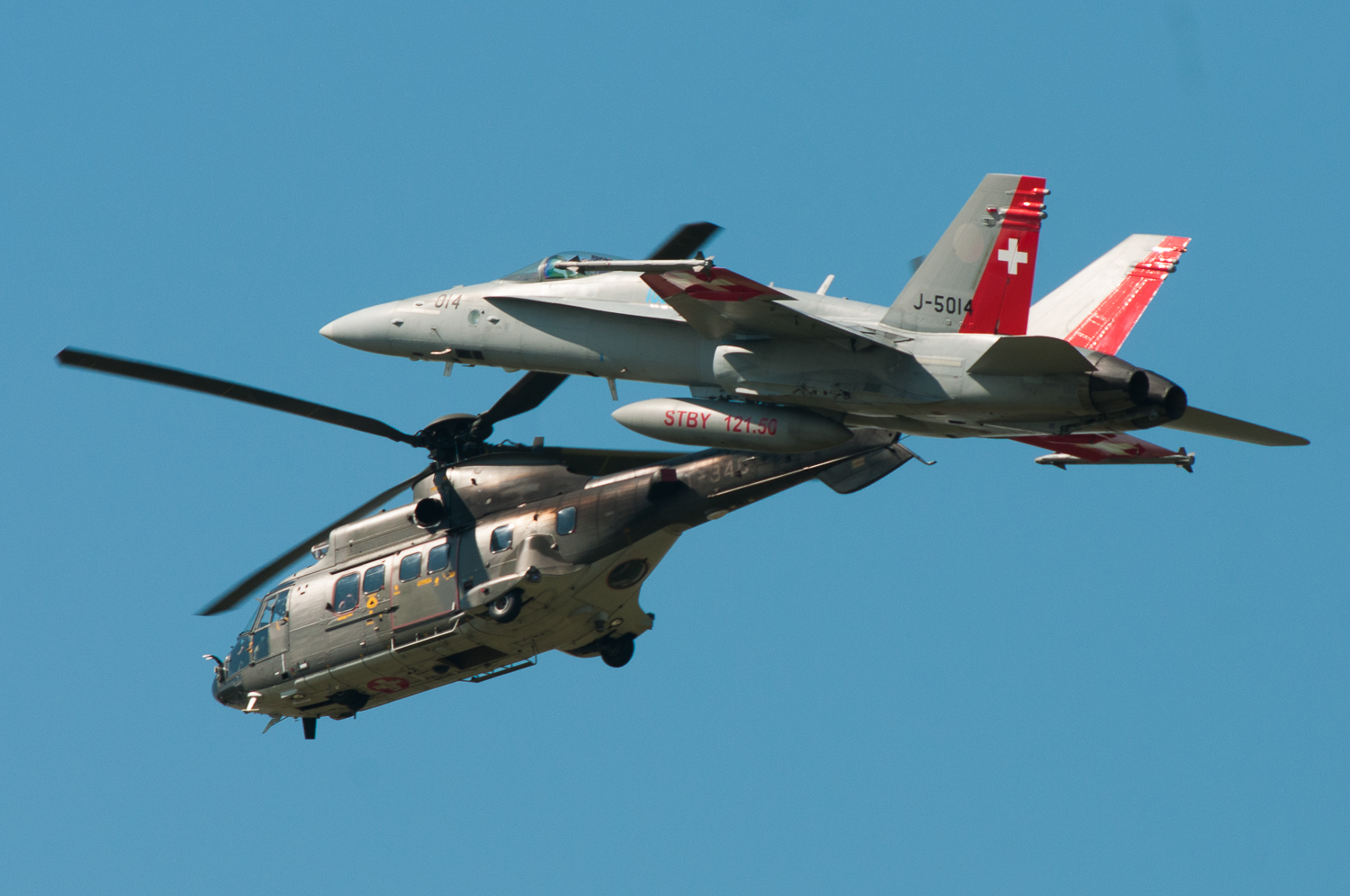
标有STBY 121.50的F/A-18燃料箱

任何遇险或遇到紧急情况的飞机都可以使用两个守听频率，空管也可以用它来警告飞机不要进入限制或禁飞空域。
在飞机被防空飞机拦截时，飞机可能在121.5 MHz被要求表明身份和意图并得到指示。

## 定位信标
早期的应急定位发射机在撞击后于121.5 MHz发射信标。而近年的应急定位发射机改在406 MHz上发信，而在121.5 MHz发射低功率信标供当地定位。卫星则收听信号并提醒当地人员进入紧急状态，信标使搜索和抢救人员能更快找到事故现场。工作在406 MHz的信标会进行编码，从而确定载具的国籍和迅速验证误告警。卫星对纯121.5 MHz版本的支持已在2009年初停止。